# Санлиска катедрала
Катедралата „Нотър Дам от Санлис“ (на френски: Cathédrale Notre-Dame de Senlis) е римокатолическа катедрала с готическа архитектура. Тя е паметник, разположен в град Санлис в департамента Оаз (Франция). Построена е между 1153 и 1191 г.
Била е седалище на бившата Епископия на Санлис, премахната с Конкордата през 1801 г. Тогава територията ѝ е обединена към Диоцеза на Бове.
Катедралата е построена в по-голямата си част през третата четвърт на 12 век, когато кралският град Сенлис преживява истински „златен век“. Тя е основно реновирана през 13 и 16 век.
Със своя портал на Коронясването на Богородица (12 век), своята монументална 78-метрова южна кула (13 век) и фасадите на трансепта – всичките шедьоври на Високата и Късната готика катедралата заема своето място сред най-забележителните катедрали във Франция. Това е добре демонстрирано, тъй като тя е включена в първия списък с исторически паметници през 1840 г.
Дължината ѝ е ограничена от скромния бюджет и от разположението на сградата до градската стена. Подобно на катедралата в Санс тя е съставена от кораб без трансепт, ограден от един-единствен залог. Хорът, подобно на този в базиликата „Сен Дени“, е заобиколен от параклиси. Височината е на три нива, включително големи трибуни. Подобно на катедралата в Санс катедралата в Санлис има редуващи се силни и слаби стълбове, за да поемат неравномерната тяга от сводовете от шест части.
Сградата претърпява значително обновяване през 13 и 16 век, включително нова кула и нови интериорни декорации. Много от ранните готически елементи са изпълнени с по-късна декорация в стил „Лъчиста готика“.

## История
Строежът на първата катедрала се намира в края на 4 или началото на 5 век в периметъра на заграждението. Тъй като катедралата е седалище на епископска власт, присъствието на първи епископ води до нейното изграждане. Думата „катедрала“ идва от латинската cathedra и гръцката kathedra, произлизаща от hedra, което означава "стол". Ансамбълът формира епископската група: сгради (обител, баптистерий, епископски дворец), групирани около катедралата. Общите сгради на канониците трябва да са били разположени на север от сегашното място на катедралата, тъй като археологическите разкопки разкриват наличието на кухни преди 12 и 13 век.
Изграждането на катедралата започва около 1153 г. на мястото на по-стари светилища по инициатива на епископ Пиер (1134-1151). Основните двигатели на тази конструкция са честото присъствие на кралете на Франция и много силната личност на епископа. Финансирането на строителството е основно от работата на епископите, които са финансово по-малко заможни от другите епископи в региона, техните катедри са малки по размер и следователно имат доста скромните приходи на епархията. Това обяснява малките размери на светилището. Участието на краля и на канониците почти няма.
Строителството започва едновременно в източния и западния край на сградата. През 1160 г. централният портал на западната фасада вече е готов. През 1167 г. катедралата вече има своя хор и западната си фасада. През 1175 г. корабът е свързан с хора. Около 1180 г. сводестата катедрала е почти завършена с изключение на трансептите. Въпреки това е осветена на 16 юни 1191 г. от архиепископа на Реймс Гийом Белоръки. Строителството ѝ продължава около 40 г., но все още липсват трансептите.
Катедралата е значително променена през 13 век. Около 1240 г. южната кула е разширена със забележителен двуетажен шпил – великолепно бижу на катедралата, а вътрешната перспектива е прекъсната от пронизващ трансепт, който оставя кораба по-къс от хора.
В края на 14 век е построена сградата на капитула, а около 1465 г. е добавен параклисът Bailli, основан от Жил дьо Ровроа, известен като Сен Симон, съдебен пристав на Сенлис и предшественик на херцога на Сен Симон. Той е погребан там през 1477 г., както и някои от неговите потомци.
През 1504 г. пожар, причинен от мълния, разрушава рамката и причинява срутване на сводовете, с изключение на този на първия залив. Благодарение на даренията на кралете Луи XII и Франциск I, горните части на катедралата са реконструирани, като са повдигнати с 6 метра, пътеките са удвоени, а страничните фасади са с много богата пищна украса. Реставрацията започва през 1506 г. и продължава до 1515 г.
През 1520 г. е добавена фасадата на южния трансепт. Неговият великолепен портал е построен от Мартин Шамбиг и продължен от неговия син Пиер; датира от 1538 г., а северният портал е от 1560 г. Източните параклиси датират от същото време.
През 1671 г. върху древната гало-римска стена е построен параклисът на Светото сърце.
През 1777 г. хорът получава неокласическа украса, която може да се види и днес.
Френската революция унищожава мебелировката и унищожава главите на статуите и колоните на западния портал, които са заменени в средата на 19 век.
Катедралата е класифицирана като исторически паметник в първия списък от 1840 г. Старата библиотека е класифицирана през 1929 г.

През 1986 г. е завършена реставрацията на интериора, а през 1993 г. е завършена реставрацията на шпила.
- Санлиска катедрала
- Корабът на Санслиската катедрала (1153 – 1191)
- Изваяните капители на параклис
- Ранните контрафорси, поддържащи горните стени на катедралата в Санлис